# WNT9B
WNT9B‏ (Wnt family member 9B) هوَ بروتين يُشَفر بواسطة جين WNT9B في الإنسان.